# Alexander Pearce

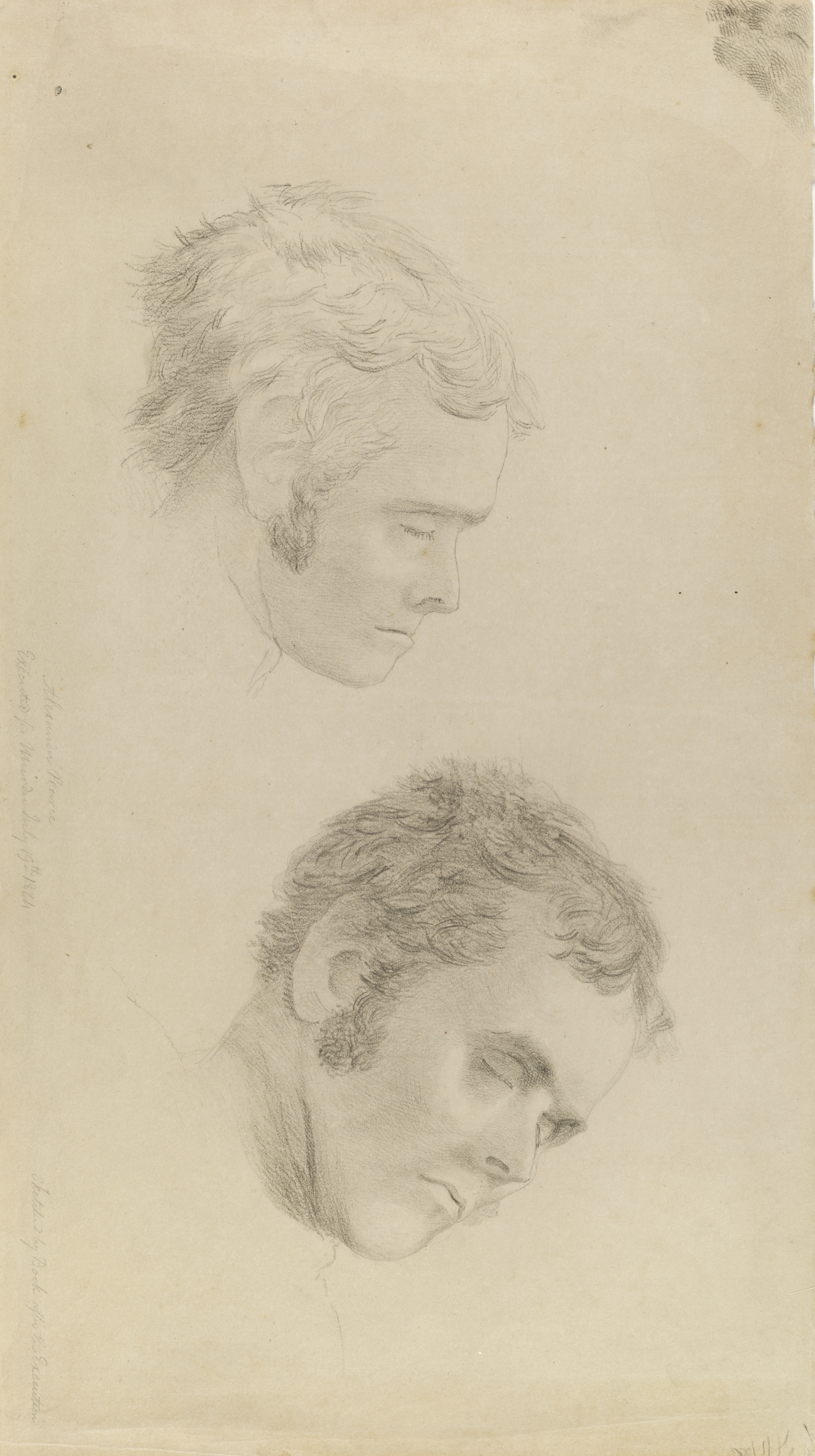
Alexander Pearce

Alexander Pearce (County Fermanagh, 1790 - Hobart, 19 juli 1824) was een Noord-Ierse crimineel die in 1820 wegens diefstal veroordeeld werd tot uitzetting naar Van Diemensland (het latere Tasmanië), destijds een strafkolonie van het Britse Rijk. Zijn daden daar leidden ertoe dat hij in 1824 werd opgehangen na schuldig te zijn bevonden aan moord en kannibalisme.
Pearce was van oorsprong een landarbeider en kruimeldief. Hij werd in 1820 voor het gerecht van Armagh schuldig bevonden aan het stelen van zes paar schoenen. Omdat dit niet zijn eerste vergrijp was, werd hij veroordeeld tot een verblijf van zeven jaar in de strafkolonie Sarah Island bij Macquarie Harbour, aan de Australische westkust. Dit eiland was zo onontkoombaar dat er nooit een omheining rond gebouwd werd. De enige richtingen die de gevangenen uitkonden, bestonden uit enerzijds dicht regenwoud en anderzijds de oceaan.
Pearce probeerde in eerste instantie samen met zeven anderen toch te ontsnappen. Samen gingen ze het regenwoud in, maar daar werd honger na een paar dagen een groot probleem. De gevangenen keerden zich tegen elkaar en verschillende van hen werden opgegeten door de anderen. Toen Pearce werd gevonden en opnieuw in bewaring werd gesteld, biechtte hij dit op, maar hij werd niet geloofd. De autoriteiten dachten dat hij zijn nog niet gevonden medevluchters probeerde te dekken. Binnen een jaar probeerde hij opnieuw te ontsnappen door het regenwoud in te trekken en nam hij deze keer Thomas Cox mee. Hij werd elf dagen later andermaal opgespoord. Van Cox werden deze keer vleesresten in Pearces zakken gevonden, ondanks dat hij ook nog ander voedsel bij zich droeg. Ditmaal werd hij schuldig bevonden aan moord en kannibalisme en daarvoor ter dood veroordeeld.

## Populaire cultuur
Het leven van Pearce inspireerde onder anderen verschillende filmmakers. Zo verfilmde regisseur Michael James Rowland in 2008 een door hemzelf geschreven script onder de titel The Last Confession of Alexander Pearce. Hierin probeert hij een waarheidsgetrouw biografisch verhaal te vertellen over Pearces leven. Eveneens in 2008 ging de Australische thriller/horrorfilm Dying Breed van regisseur Jody Dwyer in première. Hierin wordt het daadwerkelijke verhaal van Pearces verbanning alleen tijdens een paar minuten in de intro samengevat. In de rest van de film vormt zijn geschiedenis alleen de kapstok waaraan de rest van het verder fictieve verhaal is opgehangen.